# كالفين جونغ
كالفين جونغ (بالإنجليزية: Calvin Jung)‏ هو ممثل أمريكي، ولد في 17 فبراير 1945 بنيويورك في الولايات المتحدة.

## أعمال

### مسلسلات
- كيف قابلت أمكما

## وصلات خارجية
- كالفين جونغ على موقع IMDb (الإنجليزية)
- كالفين جونغ على موقع ألو سيني (الفرنسية)
- كالفين جونغ على موقع أول موفي (الإنجليزية)
- كالفين جونغ على موقع قاعدة بيانات الأفلام السويدية (السويدية)
- كالفين جونغ على موقع قاعدة بيانات الفيلم (الإنجليزية)
- كالفين جونغ على موقع كينوبويسك (الروسية)